# Казанская церковь (Тельма)
Храм Казанской иконы Божией Матери — приходской храм в посёлке Тельма Иркутской области. Выдающееся произведение классицизма в Восточной Сибири.

## История
Каменную церковь в селе Тельма заложили 9 июня 1814 года. Инициатором строительства был директор местной суконной фабрики Игнат Иванович Соколовский. По неподтверждённым данным архитектором храма стал Иоахим Иванович Шорин из числа ссыльных мастеров, прикомандированных к фабрике. Для украшения храма из Москвы были заказаны золотые вещи, образа и резная отделка иконостаса. В верхнем ярусе колокольни ссыльный мастер Климов установил музыкальные часы, которые могли воспроизводить 12 музыкальных произведений. Снаружи церкви на парапете были сделаны две алебастровые фигуры ангелов с трубами, ещё два таких же ангела находились внутри храма на входе. Каждый час механизм приводил фигуры в движение, звучали трубы и играла определённая мелодия. На строительство величественного храма было затрачено 31 918 рублей.
20 августа 1816 года церковь была освящена во имя Казанской иконы Божией Матери. На необычайно красивый Тельминский храм сразу же обратили внимание проезжающие путешественники, писатели и учёные. Путешественник-натуралист Добель, побывавший в Тельме, писал: «Богатый алтарь, мерцающий в свете множества свечей, был украшен хрустальным подсвечником высотой в два аршина с резным узором».
Первоначально храм был летним, но в 1843 году в подвале разместили две кирпичные печи и провели воздушное отопление.
В 1884—1885 годах на средства жены владельца фабрики Е. Г. Белоголовой церковь обнесли оградой с двумя воротами, каменными тумбами и ажурными железными решётками. Возможно тогда же переделали иконостас.

### Советское время
В трудные годы в храме продолжались богослужения при большом скоплении народа. В 1936 году церковь была закрыта советскими властями, активные прихожане подверглись репрессиям. Из храма были украдены все церковные ценности, с икон сняли дорогие облачения. Уничтожен музыкальный механизм часов и алебастровые фигурки ангелов с трубами. Циферблат самих часов был снят, и его судьба до сих пор неизвестна. Колокола также были уничтожены. Чтобы сбросить большой (75 пудов) колокол, богоборцы пробили стену колокольни.
В апреле 1945 года храм вновь открыли. Настоятелем храма был назначен протоиерей Михаил Семёнович Мещериков (1898—1977). Этот удивительный человек прослужил в храме около 30 лет.

### Современная
В 1990 году в Каменск-Уральском были отлиты новые колокола и установлены на звоннице. Выполнен ремонт кровли.
В 2000-х годах был выполнен капитальный ремонт храма и реставрация интерьера. 4 ноября 2011 года в престольный праздник в честь иконы Казанской Божией Матери храм был заново освящён митрополитом Иркутским и Ангарским Вадимом.

## Духовенство
- Настоятель храма — Протоиерей Сергий Кандыбин[5]